# Necrotaulius parvulus
Necrotaulius parvulus is een fossiele soort schietmot uit de familie Necrotauliidae.